# Manihi (atolón)
Manihi es un atolón de las Tuamotu, en la Polinesia Francesa. Está situado al noroeste del archipiélago, a 500 km de Tahití.

## Historia
Probablemente fue poblado a partir del año 600 d. C. Se encuentran dos plataformas ceremoniales antiguas, los marae polinesios, construidos con bloques de coral. 
Los exploradores holandeses Willem Schouten y Jacob Le Maire fueron los primeros europeos en llegar a Manihi el 10 de abril de 1616 y bautizaron el atolón como Waterland. Su compatriota holandés Jakob Roggeveen la visitó el 25 de mayo de 1722 y el navegante británico John Byron el 13 de junio de 1765, quien la bautizó como "Isla del Príncipe de Gales".   Los barcos navegaron por la costa sur. Parecía estar densamente poblada, pero Byron no se dirigió a la isla por el fuerte oleaje y los numerosos arrecifes. John Turnbull desembarcó el 11 de febrero de 1803 y se refirió a ella como "Mangee".
El diplomático belga, viajero comercial y escritor de viajes Jacques-Antoine Moerenhout navegó con su goleta Volador hasta Manihi en 1829 en la que los polinesios contratados en Tahití buceaban en busca de perlas en la laguna. Escribió que la isla sólo tenía media docena de cocoteros. Tres hombres, dos mujeres y un niño pequeño eran los únicos habitantes, dijo.
Los barcos Vincennes y Peacock de la United States Exploring Expedition llegaron a Manihi el 6 de septiembre de 1839. El comandante Charles Wilkes envió barcos con científicos y oficiales de la marina, que pasaron varias horas explorando el lado occidental de la isla y recogiendo muestras. También se establecieron contactos amistosos con los habitantes de la Polinesia. Uno de los marineros del Peacock aprovechó la oportunidad para desertar.
En el siglo XIX, Manihi se convirtió en un territorio francés, con una población de unos 100 habitantes hacia 1850, que desarrolló la producción de aceite de coco (unos 20 barriles al año hacia 1860).
La Expedición Whitney de los Mares del Sur del Museo Americano de Historia Natural, cuyo objetivo principal era recoger especímenes de aves de varias islas del Pacífico, visitó Manihi y otros atolones vecinos en febrero-marzo de 1923. Los científicos recogieron especímenes botánicos y registraron las especies de coral presentes, así como el resto de la fauna de los arrecifes.
En 1983, las Islas Tuamotu se vieron afectadas por una serie de ciclones, entre ellos Orama, que causaron importantes daños en el atolón. El 26 de julio de 2021, Manihi recibió la primera visita de un presidente francés cuando Emmanuel Macron visitó el atolón -tras su histórica visita oficial a las Islas Marquesas- y anunció la construcción de diecisiete refugios de supervivencia en las Tuamotu-Gambier para hacer frente al creciente número de ciclones provocado por el calentamiento global.

## Geografía
Manihi se encuentra a 15 km al este de Ahe, el atolón más cercano con el que forma un municipio, a 70 km al oeste de Takapoto y a 500 km al noreste de Tahití. Manihi es un atolón ovalado de 27 km de largo y 8 km de ancho, con una superficie terrestre de 13 km² y una laguna de 160 km² con un paso, llamado Tairapa, al suroeste. Está compuesta por una isla prácticamente continua.

### Geología
Desde el punto de vista geológico, el atolón es la excrecencia coralina (de unos pocos metros de longitud y común a Ahe) de la parte superior del monte submarino volcánico homónimo de la placa del Pacífico, que mide 2.760 metros desde el fondo del océano, formado hace entre 57,7 y 60,9 millones de años.

### Demografía
En 2017, la población total de Manihi es de 650 personas, agrupadas principalmente en el pueblo de Paeua (que posee aproximadamente 400 habitantes), y se encuentra en la parte suroeste del atolón, en la entrada del paso de la laguna; su evolución es la siguiente:
| 1983                                                | 1988 | 1996 | 2002 | 2007 | 2012 | 2017 |
| --------------------------------------------------- | ---- | ---- | ---- | ---- | ---- | ---- |
| 313                                                 | 429  | 769  | 793  | 816  | 685  | 650  |
| Fuentes ISPF y el gobierno de la Polinesia Francesa |      |      |      |      |      |      |

## Política y Gobierno
Desde el punto de vista político, la isla pertenece a la Polinesia Francesa (Pays d'outre-mer - POM) y, por tanto, está afiliada a la Unión Europea. Está administrada por una subdivisión (Subdivision administrative des Îles Tuamotu-Gambier) del Alto Comisariado de la Polinesia Francesa (Haut-commissariat de la République en Polynésie française) con sede en Papeete. Junto con la vecina Ahe, la isla forma el municipio político de Manihi (Commune de Manihi), con un total de 1.240 habitantes, 685 de los cuales viven en la propia Manihi. El idioma oficial es el francés. La moneda es (todavía) el franco CFP, que está vinculado al euro. La única ciudad es Turiopaoa, en el suroeste, con unos 400 habitantes. En algunos de los otros motus, que están densamente cubiertos de cocoteros y otra vegetación tropical, especialmente en el sur y el oeste del anillo, hay asentamientos individuales dispersos.

## Comuna de Manihi
Manihi pertenece al área cultural de Vahitu, que incluye Ahe y las Islas del Rey Jorge (îles du Roi Georges): Takaroa, Takapoto y Tikei. Todas ellas comparten el dialecto vahitu del paumotu. Administrativamente están divididas en dos comunas: Manihi, que incluye Ahe; y Takaroa, que incluye las islas del Rey Jorge.

### Ahe
El atolón Ahe se halla a 15 km al oeste de Manihi. El anillo de coral solo se interrumpe por un único paso estrecho. La única villa es Tenukupara, al sur del atolón. Los 400 habitantes, aproximadamente, viven principalmente del cultivo de perlas. Históricamente también se llamado Peacock.

## Economía
Desde el siglo XIX hasta la década de 1960, el atolón fue un lugar de producción de ostras perleras (con una producción de entre 5 y 10 toneladas al año hacia 1920) y de perlas naturales, y luego, tras la sobreexplotación del recurso natural, de desarrollo de la cría de perlas a mediados de la década de 1960. Las granjas de perlas del atolón producen perlas negras de cultivo mediante técnicas de injerto importadas de Japón en 1963 -Manihi es el lugar histórico de la primera granja de perlas "a gran escala" creada en la Polinesia Francesa-, pero en los últimos años su actividad ha disminuido. En 2017, se utilizan 650 ha de la laguna para el cultivo y el injerto y 650 líneas de recogida de espatas.
Desde septiembre de 1969, el atolón de Manihi cuenta con un pequeño aeródromo -con una pista de 930 metros de longitud- situado al otro lado del paso de Paeua y, por tanto, accesible en barco desde el pueblo principal. Por término medio, gestiona unos 360 vuelos y entre 7.000 y 9.000 pasajeros al año, el 40% de los cuales son pasajeros en tránsito.
El desembarco del cable submarino Natitua y su puesta en marcha en diciembre de 2018 permite a Manihi estar conectada a Tahití y a la Internet global de alta velocidad.

## Galería

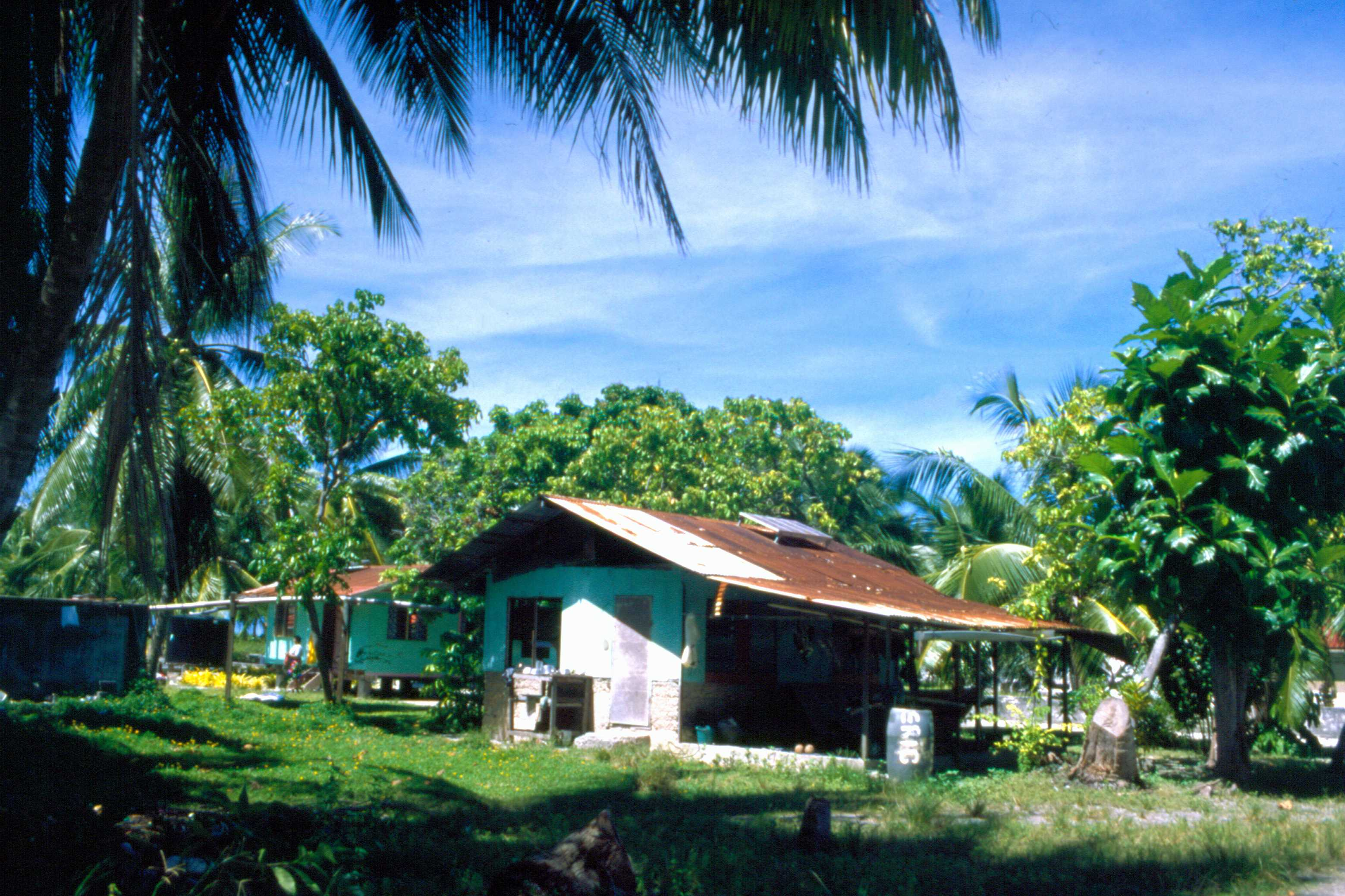
Villa de Turipaoa.
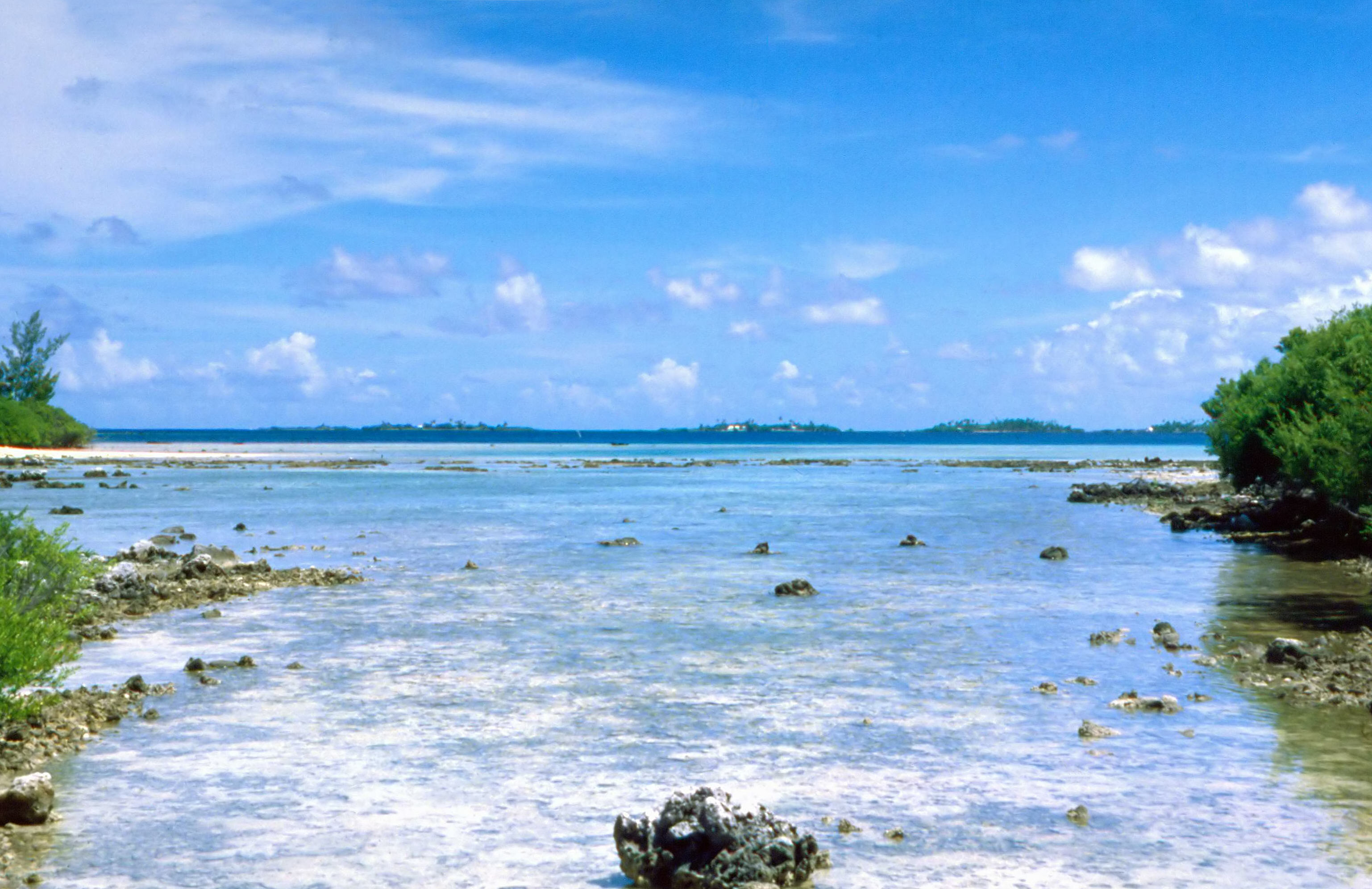
Interior de la laguna de Manihi.
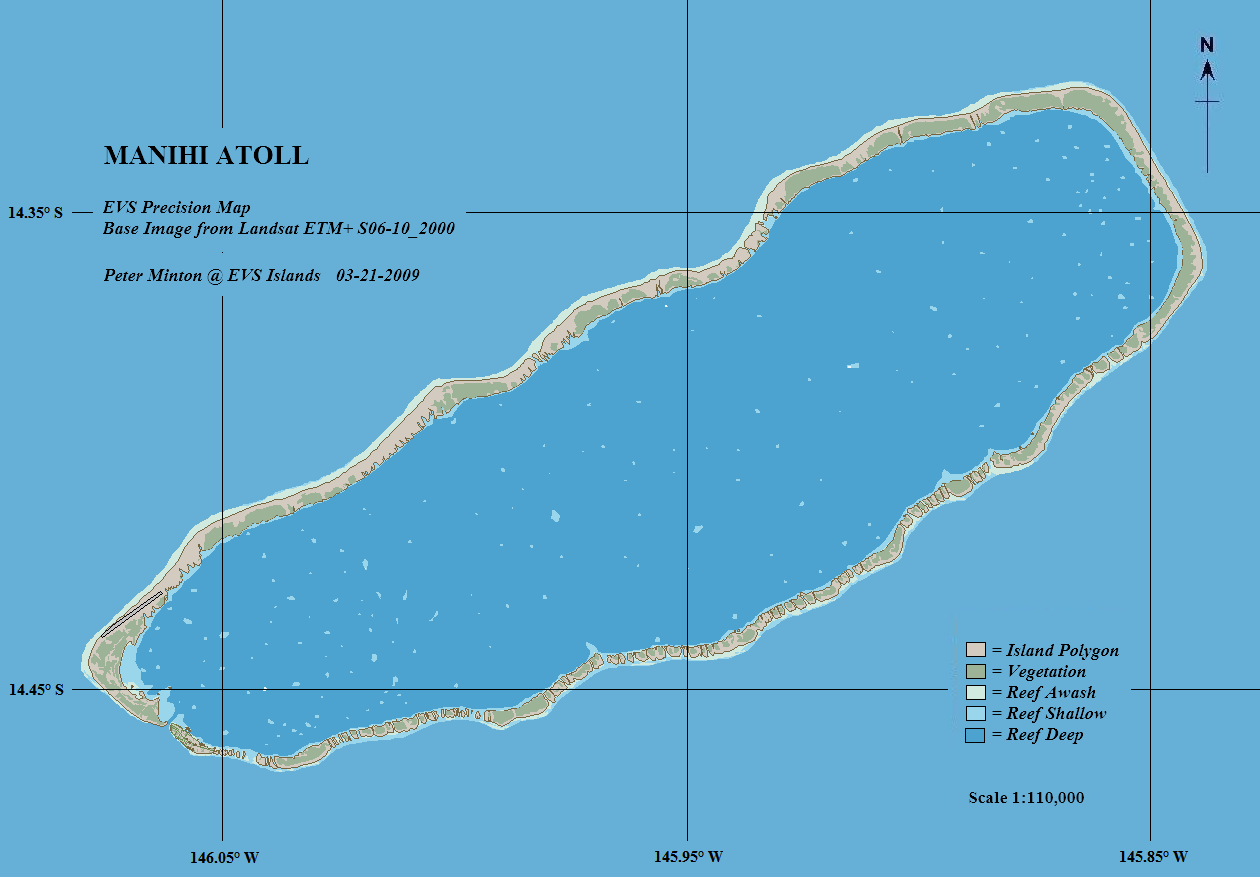
Mapa.